# 城口廳
城口廳，是清代四川省綏定府下轄的一個廳，本太平縣（今万源市）城口地方。
道光九年(1829年)，移太平同知駐城口，仍改置為城口廳，屬府。十五年(1835年)，改城口廳同知為城口廳通判。1913年，全国废府州厅改县，改城口縣，今屬重慶市。